# Edmond Buchet
Pour les articles homonymes, voir Buchet.
Edmond Édouard Buchet est un éditeur, auteur et traducteur parisien d'origine suisse, né le 7 septembre 1907 à Genève et mort le 8 avril 1997 dans la même ville.
Son père représentait Michelin pour la Suisse.

## Biographie
Edmond Buchet passe sa maturité fédérale à Genève avant de soutenir une thèse de doctorat en droit international à Londres.
D'abord avocat à Genève, il dirige puis rachète la maison d'édition fondée en 1929 par le Brésilien Roberto Corrêa à Paris, dont il fait avec Jean Chastel la maison d'édition Buchet/Chastel en 1936.

## Ouvrages
Edmond Buchet raconte sa vie dans Les Auteurs de ma vie ou ma vie d'éditeur (Buchet/Chastel, publié en 1969, réédité en 1991 et 2001).
Il est par ailleurs auteur de plusieurs romans comme Un homme se lève, La Volée, Les Vies secrètes, Le Grand Désordre (qui se passe dans le Berlin des années 1920), etc.
En tant que traducteur, il est connu pour avoir, avec Marguerite Buchet, publié en 1935 La petite chronique d'Anna Magdalena Bach d'Esther Meynell (OCLC 843641332).
- Un homme se lève (roman), Corrêa, 1935
- La volée (roman), Corrêa, 1936
- Connaissance de la musique, Éditions Corrêa, 1940 (OCLC 4275792)
- Écrivains intelligents du XXe siècle, Éditions Corrêa, 1945
- Les enfants de colère (roman), Éditions Corrêa, 1945 (OCLC 80983447)
- Raisons de famille (roman), Éditions Corrêa, 1946
- Les faux départs, (roman), Éditions Corrêa, 1946
- La symphonie (roman), Éditions Corrêa, 1947
- Le grand désordre (roman), Éditions Corrêa, 1947
- Le royaume de l'homme (roman), Éditions Corrêa, 1948
- Les vies secrètes, Corréa (OCLC 10761156)
  1. Raisons de famille (1946)
  2. Les faux départs (1946)
  3. Le grand désordre (1947)
  4. La symphonie (1947)
  5. Le royaume de l'homme (1948)
- Jean-Sébastien Bach : l'œuvre et la vie, Paris, Les libraires associés, coll. « Destins de l'art », 1963, 268 p. (OCLC 5539238)
- Ludwig van Beethoven : l'œuvre et la vie, Paris, Les libraires associés, coll. « Destins de l'art » (no 17), 1965, 262 p. (OCLC 28073991)
- Beethoven, légendes et vérités, Buchet/Chastel, 1966
- Jean-Sébastien Bach après deux siècles d'études et de témoignages, Buchet/Chastel, 1968 (OCLC 3471933)
- Les auteurs de ma vie ; ou, Ma vie d'éditeur, Buchet/Chastel, 1969 (OCLC 231638)
- L'homme créateur, Buchet/Chastel (OCLC 1660157)
  1. Des origines à la Renaissance (1975)
  2. Renaissance et révolutions (1977)